# Peter Wernet
Peter Wernet (* 23. August 1941 in Düsseldorf-Flingern) ist ein deutscher Immunologe. Er gilt als Experte auf dem Gebiet der Transplantationsdiagnostik. Wernet war Leiter der Nabelschnurblutbank im Uni-Klinikum Düsseldorf.

## Leben
Peter Wernet studierte von 1962 bis 1967 Medizin an den Universitäten Köln, Genf und am Guy’s Hospital in London. Von 1968 bis 1971 war er Medizinalassistent an der Georg-August-Universität Göttingen und wurde in Physiologie approbiert. Nach einem Stipendium der Deutschen Forschungsgemeinschaft am MPI-Immunbiologie in Freiburg, wurde er 1971 in Göttingen mit einer Arbeit über den Koronarwiderstand des künstlich stillgestellten Herzens promoviert. 1971 schloss sich ein Forschungsstipendium an der immunologischen Fakultät der Rockefeller University in New York an. Von 1974 bis 1976 war er dort Assistenzprofessor und Fakultätsmitglied, zudem Laborleiter Immungenetik am Memorial Sloan-Kettering Cancer Center in New York. 1977 wurde er Oberassistent Transfusionsmedizin der Universitätsklinik Düsseldorf, später Leiter der Immunologischen Arbeitsgruppe. Er engagierte sich bei der DFG-Forschergruppe Leukämieforschung und war Sekretär des Sonderforschungsbereichs 120 „Leukämieforschung und Immungenetik“. 1988 bis 1992 war er als Oberarzt im Institut für Blutgerinnung und Transfusionsmedizin in Düsseldorf tätig. Seit 1993 baute er eine freiwillige Knochenmarkspenderdatei an der Universität Düsseldorf auf und etablierte diese als größte Nabelschnurblut-Stammzellbank in Europa. 1993 habilitierte er sich an der Universität Düsseldorf mit der Schrift Molekulargenetische und immunbiologische Entwicklungen zur Durchführung von Organtransplantationen im Fach Immunologie und Transfusionsmedizin.
Peter Wernet erhielt 1999 einen Ruf an die Heinrich-Heine-Universität Düsseldorf und war bis 2007 Direktor des Instituts für Transplantationsdiagnostik und Zelltherapeutika (ITZ) an der Universität Düsseldorf. Er engagiert sich seit 1998 als Präsident von Netcord, einem internationalen Verbund von Nabelschnurblutbanken. Bereits 1994 war er Gründungsvorstand von Eurocord. Von 1998 bis 2002 war er Sekretär der International Society for Experimental Hematology. Er engagiert sich u. a. als Mitglied des Lenkungskreises des Kompetenznetzwerks Stammzellforschung NRW. Er ist Mitglied des Editorial Boards von Bone Marrow Transplantation und Journal of Experimental Hematology sowie Cytotherapy.
2001 gründete Wernet das Unternehmen Kourion Therapeutics. Kourion wurde im September 2003 an die private US-amerikanische Nabelschnurblutbank Viacord verkauft. Wernet wurde im gleichen Jahr Co-Chairman des Medizinisch-wissenschaftlichen Beirats von Viacord. 2012 übernahm Wernet die Leitung der Nabelschnurblutbank Vivocell, die in Graz die autologe und allogene Einlagerung von Nabelschnurblut anbietet.
Wernet ist Mitglied der katholischen Studentenverbindung A. V. Rheinstein Köln im CV.

## Wirken
Wernets Hauptforschungsgebiet ist die Stammzellenforschung. Er sieht in der Somatische Stammzellen aus Nabelschnurblut die bessere Alternative zu embryonalen Stammzellen, da ihr Einsatz sowohl ethisch als auch immunologisch unproblematischer sei. Er hat als Gründer wesentlichen Anteil an dem Ausbau der Düsseldorfer Blutbank zur Nabelschnurblut-Bank an der Düsseldorf Universitätsklinik. Die Nabelschnurblutbank gehört zu Netcord, einem internationalen Verbund von Nabelschnurblutbanken, in deren Gefriertanks bereits 100 000 Spenden lagern.

## Ehrungen und Auszeichnungen
- 1995 Stratton-Preis der Europäischen Blut- und Knochenmarktransplantations-Gesellschaft
- 2005 Forschungspreis von der Deutsche José Carreras Leukämie-Stiftung mit 640 000 Euro